# Sumu-abum
Sumu-abum je historicky prvním doloženým králem Babylónu. Je to zakladatel 1. dynastie a starobabylonské říše. Vládl přibližně v letech 1894–1881 př. n. l. Nevýznamnému amoritskému vůdci se podařilo osvobodit Babylon od nadvlády blízkého města Kazallu, které později i dobyl. Nechal začít stavět mohutné městské opevnění, ale do jeho smrti nebylo dokončeno, když byl donucen k útěku do exilu (do města Dér) vládcem Kiše Mananou.